# 蒂萨新城
蒂萨新城（匈牙利語：Tiszaújváros，匈牙利語發音：[ˈtisɒuːjvaːroʃ]）是匈牙利包尔绍德-奥包乌伊-曾普伦州的一个镇，位于蒂萨河畔，面积46.04平方公里，人口17,517人（2001年）。

## 友好城市
- 德国路德维希港
- 罗马尼亚米耶尔库雷亚丘克
- 斯洛伐克里马夫斯卡索博塔
- 波兰希维托赫沃维采